# Борлов, Павел Филатович
Павел Филатович Борлов (1913—1994) — советский партийный и хозяйственный деятель, Герой Социалистического Труда (1966), председатель колхоза имени Кирова Старобешевского района Донецкой области, Украинской ССР.

## Биография
Родился 2 февраля 1913 в селе Старобешево Мариупольского уезда Екатеринославской губернии, ныне – Старобешевского района Донецкой области Украины, в семье греческого крестьянина.
В 1924 окончил Старобешевскую среднюю школу.
В 1944 возглавил райземотдела Старобешевского района Сталинской области. В 1954-55 гг. работал заместителем председателя исполкома райсовета. С 1954 по 1975 гг. Борлов П. Ф. постоянно избирался депутатом Старобешевского райсовета. С июня 1955 по 1978 — председатель колхоза имени Кирова Старобешевского района.
10 июня 1955 года в числе «тридцатитысячников» П.Ф. Борлов возглавил один из самых отстающих колхозов района – имени Кирова.
За годы председательства Павла Филатовича колхоз стал одним из передовых хозяйств области, шесть раз принимал участие в работе Выставки достижений народного хозяйства (ВДНХ) СССР. За самоотверженный труд в период с 6-й по 9-ю пятилетки (1956-1975) 50 тружеников этого колхоза были награждены орденами и медалями СССР. С 1962 года старобешевский колхоз имени Кирова являлся школой по подготовке кадров для Донецкой области.
Указом Президиума Верховного Совета СССР от 23 июня 1966 года за успехи, в увеличении производства и заготовок пшеницы, ржи, гречихи, риса, других зерновых и кормовых культур и высокопроизводительном использовании техники Борлов Павел Филатович удостоен звания Героя Социалистического Труда с вручением ордена Ленина и золотой медали «Серп и Молот».
Умер в 1994 году.

## Награды
- Герой Социалистического Труда (1966)
- Орден Ленина (1958, 1966)[1]
- Орден Трудового Красного Знамени
- Орден Октябрьской революции
- Медаль «За доблестный труд в Великой Отечественной войне 1941—1945 гг.»
- Медаль «Ветеран труда»
- «Отличник-кукурузовод Украины» (1965)
- «Отличник-садовиноградарь» (1973).

В период с 1958 по 1974 г. Борлов П. Ф. за высокие трудовые достижения был награждён пятью бронзовыми медалями ВДНХ СССР.